# Holidays
Holidays è un film horror collettivo statunitense del 2016
. Il film è formato da cortometraggi ambientati in 8 diverse festività.

## Trama

### Valentine's Day, scritto e diretto da Kevin Kölsch e Dennis Widmyer
Maxine subisce atti di bullismo da una compagna di classe chiamata Heidi. La ragazzina viene salvata da un insegnante di cui è innamorata, ma l'uomo non può fare più di tanto per scoraggiare tali atti: Heidi è infatti organizzatrice di una raccolta fondi atta a garantire all'insegnante un trapianto di cuore di cui necessita a causa di una malattia cardiaca da cui è affetto. Quando però Maxine subisce l'ennesima angheria da parte di Heidi proprio nel giorno di San Valentino, la ragazza decide di seguirla in un bosco e di fermarla una volta per tutte: Maxine attacca la compagna con un bastone e le spacca la testa con una pietra, per poi asportarle il cuore e consegnarlo all'amato insegnante.

### St. Patrick's Day, scritto e diretto da Gary Shore
Elizabeth Cullen mostra ai suoi studenti un documentario su San Patrizio, patrono dell'Irlanda, e sulla leggenda secondo la quale il santo avrebbe liberato la nazione dai serpenti. Tale lezione scatena una morbosa curiosità in uno degli alunni e, da quel momento in avanti, delle cose molto strane iniziano ad accadere alla malcapitata donna. Dopo aver trovato una pelle di serpente nella sua automobile, l'insegnante scopre infatti di essere rimasta incinta sebbene fino a quel momento credesse di non poter procreare. Andando avanti con gli esami, Elizabeth scopre di non essere incinta di un bambino ma di un rettile, molto probabilmente un serpente: la donna decide ciononostante di portare avanti la gravidanza e di prendersi cura delle creatura che porta dentro.

### Easter, scritto e diretto da Nicholas McCarthy
Una bambina è terrorizzata dall'idea che il coniglio pasquale stia per visitare casa sua nella notte di Pasqua, soprattutto quando sua madre le intima di restare a letto e di non farsi trovare sveglia per nessun motivo dalla creatura, onde evitare una sua punizione. La bambina viene però colta da una tremenda sete e così, mentre si reca in cucina per bere, scopre che una misteriosa creatura ibrida fra un Gesù crocifisso e il coniglio pasquale è nel salotto di casa sua. Ora che la piccola ha visto il misterioso essere dovrà prendere il suo posto e consegnare regali ai bambini di tutto il mondo, senza poter vedere mai più la sua famiglia.

### Mother's Day, scritto e diretto da Sarah Adina Smith
Kate rimane incinta continuamente e continua a praticare aborti. Su consiglio del suo medico, la donna esegue una sorta di peregrinaggio in un luogo lontano in cui potrà seguire un percorso che la porterà a guarire da questo suo disturbo. Il medico l'ha tuttavia indirizzata verso un covo di streghe che hanno il problema esattamente opposto al suo: non riescono a restare incinte. Per tale ragione, le streghe la isolano completamente dall'esterno ed eseguono dei riti orgiastrici insieme a lei e a un uomo molto muscoloso. La vecchia vita di Kate è ormai lontana, la ragazza vive segregata e sotto le costanti cure delle streghe, ma qualcosa sembra sfuggire anche al loro controllo.

### Father's Day, scritto e diretto da Anthony Scott Burns
Tornata a scuola dal lavoro, Carol scopre un messaggio audio che suo padre, da lei creduto morto moltissimi anni prima, aveva registrato prima di sparire nel nulla. Il messaggio le illustra un percorso da seguire per trovare un ultimo regalo da parte sua, oltre a una rivelazione scioccante che riguarda la presunta morte dell'uomo. Carol inizia allora a seguire il percorso, avvicinandosi sempre di più a qualcosa di sovrannaturale e spaventoso. Proprio quando la ragazza è ormai al termine del suo percorso, la madre prova a telefonarle per avvertirla di non portarlo a termine; Carol tuttavia non sente la chiamata, e si avvicina così a uno strano essere non umano che sembra proprio essere suo padre. Carol a questo punto svanisce nel nulla: ora potrà stare per sempre insieme alla voce di suo padre.

### Halloween, scritto e diretto da Kevin Smith
Ian ha rapito tre ragazze e le obbliga da tempo a girare cam hot per guadagnarci. Quando l'uomo rifiuta di dare loro la serata libera per festeggiare Halloween e prova a stuprare una di loro, le ragazze si ribellano e lo tramortiscono. Al suo risveglio l'uomo ha uno strano vibratore collegato a una batteria e posizionato nell'ano ed è osservato dalle ragazze attraverso il monitor di un computer. Dopo aver torturato l'uomo con il vibratore elettrico, le ragazze gli danno un ultimatum: o l'uomo taglia il suo pene con un coltello o loro lo uccideranno impostando il vibratore al massimo. Terrorizzato, l'uomo esegue l'ordine, ma le ragazze lo uccideranno comunque. A questo punto, le ragazze sono pronte a lanciare una nuova attività on line in cui non saranno più vittime ma carnefici.

### Christmas, scritto e diretto da Scott Stewart
Pete Gunderson vorrebbe comprare uno speciale visore della realtà virtuale a suo figlio per Natale ma, quando un uomo compra l'ultimo rimasto prima di lui, pensa di aver fallito. L'uomo ha tuttavia un infarto: Pete potrebbe aiutarlo ma, per la prima volta in vita sua, non lo fa e lo lascia morire mentre ruba l'oggetto. Una volta consegnato il regalo a suo figlio, Pete stesso usa il visore: dopo essere diventato protagonista di scene di sesso virtuale, l'uomo rivive tuttavia anche l'omicidio commesso. Poco dopo anche sua moglie vede la scena attraverso il visore: invece di esserne inorridita la donna ne è eccitata e decide così di fare l'amore con suo marito. Il giorno dopo, indossando nuovamente il visore, Pete scopre una terribile verità su sua moglie: la donna ha torturato e ucciso il suo capo, reo di non averle concesso un aumento.

### New Year's Eve, diretto da Adam Egypt Mortimer, scritto da Kevin Kölsch e Dennis Widmyer
Reggie è un serial killer che è solito adescare ragazze attraverso una app di incontri per poi ucciderle. Dopo aver mietuto un'ultima vittima, Reggie seduce un'altra ragazza proprio in tempo per la vigilia di Capodanno. Dopo un incontro in cui sembra andare tutto per il meglio, l'uomo è invitato a casa della sua nuova preda: qui scopre tuttavia che anche lei è una serial killer, forse ancora più spietata di lui. Colto alla provvista e sotto shock per questa rivelazione, l'uomo viene attaccato da quella che credeva essere la sua nuova vittima, finendo per essere brutalmente ucciso appena prima dell'inizio del nuovo anno.

## Distribuzione
Presentato per la prima volta nell'aprile 2016 al Tribeca Film Festival, subito dopo il film è stato distribuito on demand e, in maniera limitata, nelle sale cinematografiche.

## Accoglienza
Sull'aggregatore Rotten Tomatoes il film riceve il 50% delle recensioni professionali positive con un voto medio di 5,9 su 10 basato su 30 critiche.